# مینرد (تگزاس)
مینرد، تگزاس(به انگلیسی: Menard, Texas) شهری در ایالت تگزاس از ایالات جنوبی ایالات متحده آمریکا است. در سرشماری سال ۲۰۰۰، جمعیت این شهر ۱۶۵۳ نفر اعلام شد.